# Rezzoaglio
Rezzoaglio is een gemeente in de Italiaanse provincie Genua (regio Ligurië) en telt 1179 inwoners (31-12-2004). De oppervlakte bedraagt 104,9 km², de bevolkingsdichtheid is 12 inwoners per km².

## Demografie
Rezzoaglio telt ongeveer 718 huishoudens. Het aantal inwoners daalde in de periode 1991-2001 met 20,0% volgens cijfers uit de tienjaarlijkse volkstellingen van ISTAT.
| Jaar | Inwoneraantal |
| ---- | ------------- |
| 1991 | 1560          |
| 2001 | 1248          |

## Geografie
De gemeente ligt op ongeveer 700 m boven zeeniveau.
Plaatsen in de gemeente zijn onder andere Brignole en Cabanne.
Rezzoaglio grenst aan de volgende gemeenten: Borzonasca, Favale di Malvaro, Ferriere (PC), Fontanigorda, Lorsica, Montebruno, Orero, Ottone (PC), Rovegno, San Colombano Certénoli, Santo Stefano d'Aveto.

## Galerij

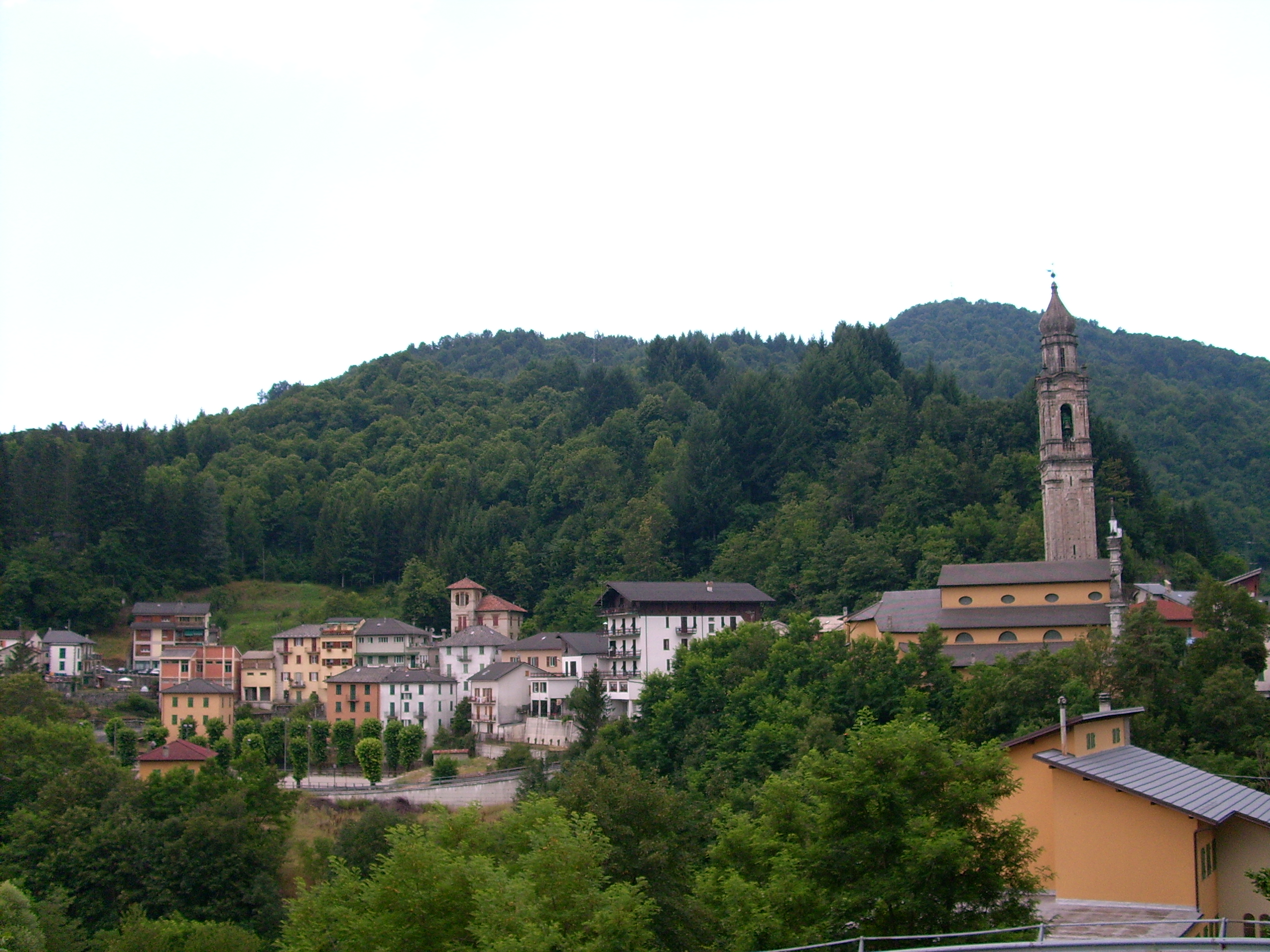
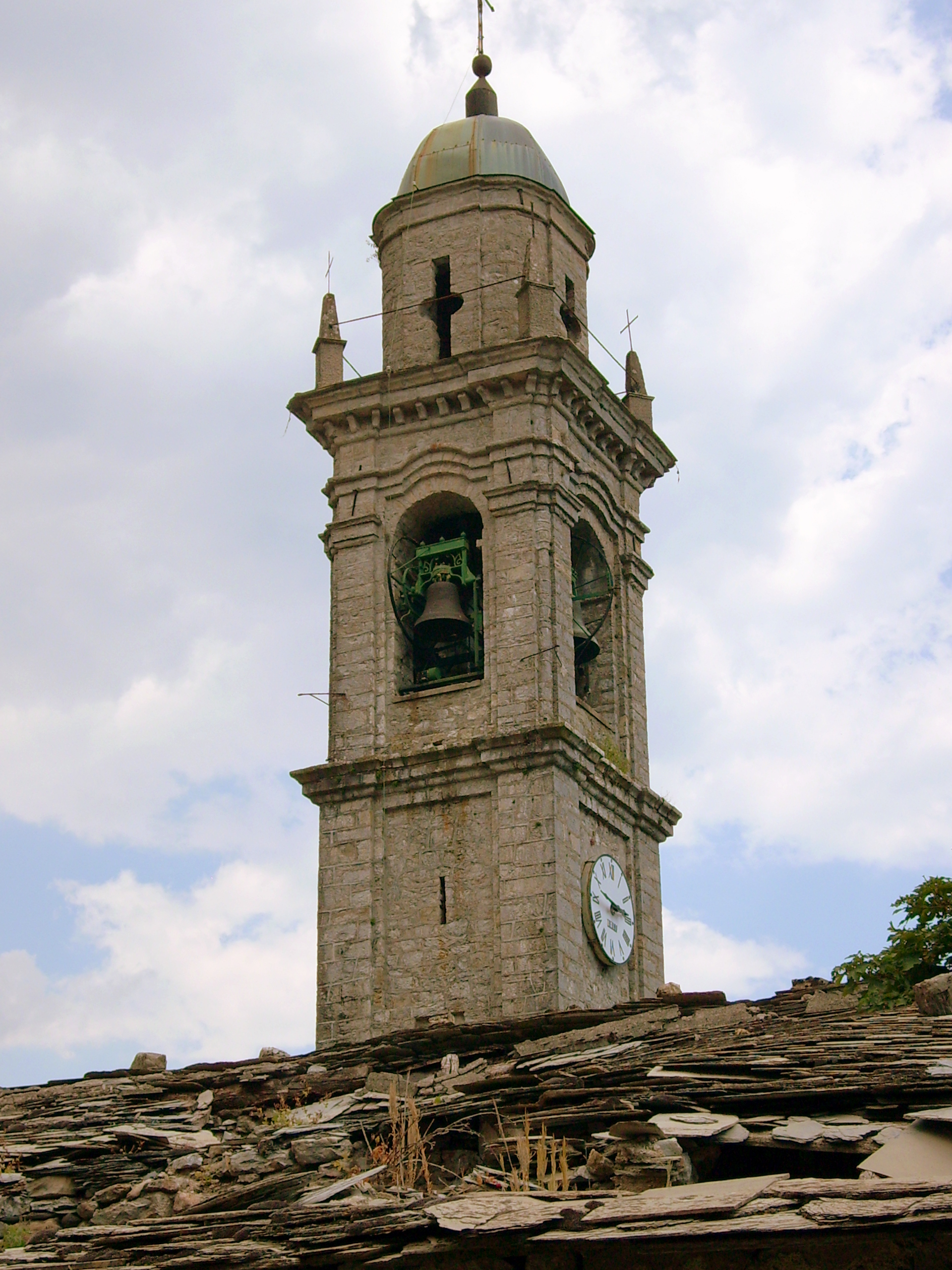
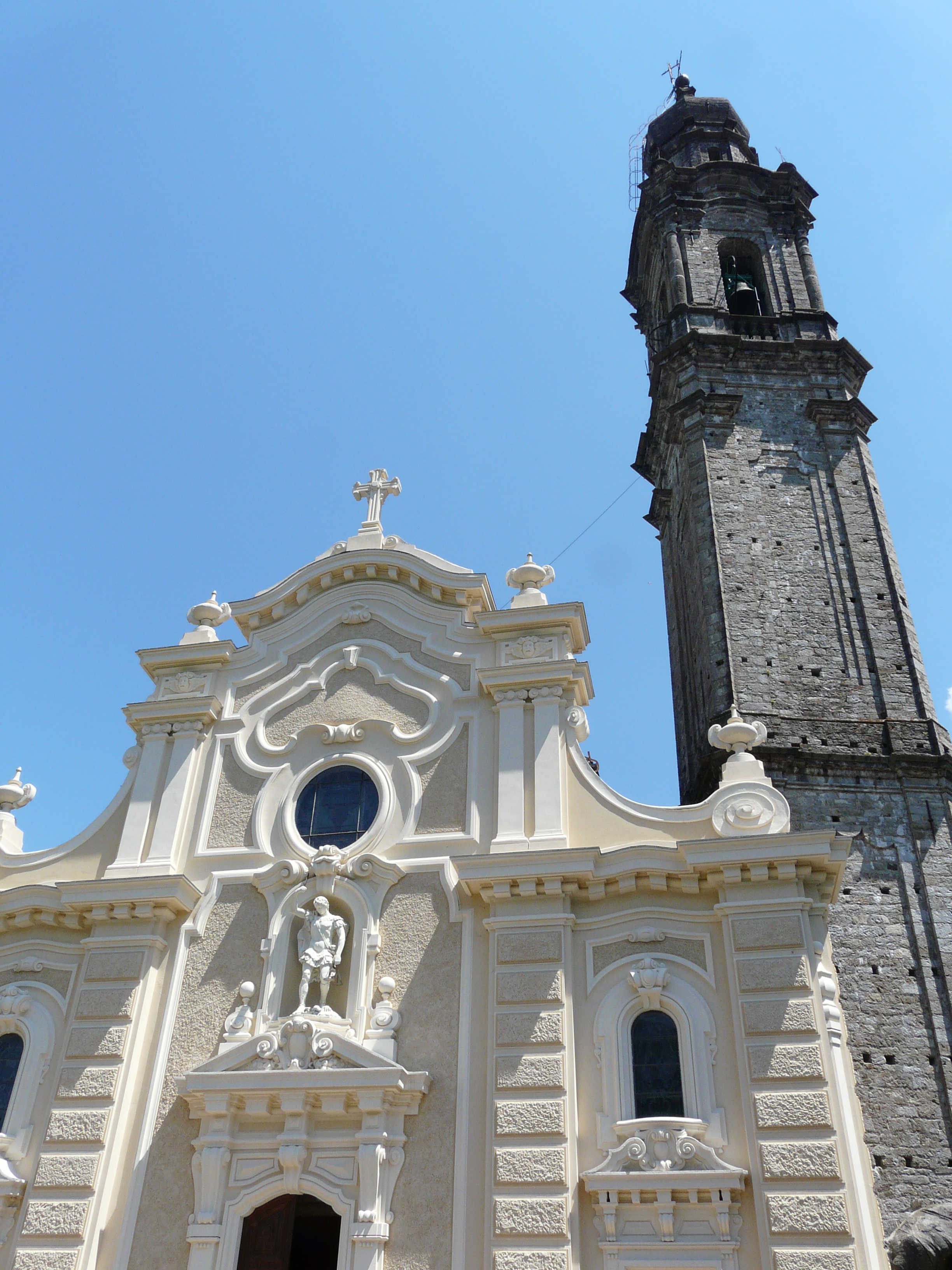
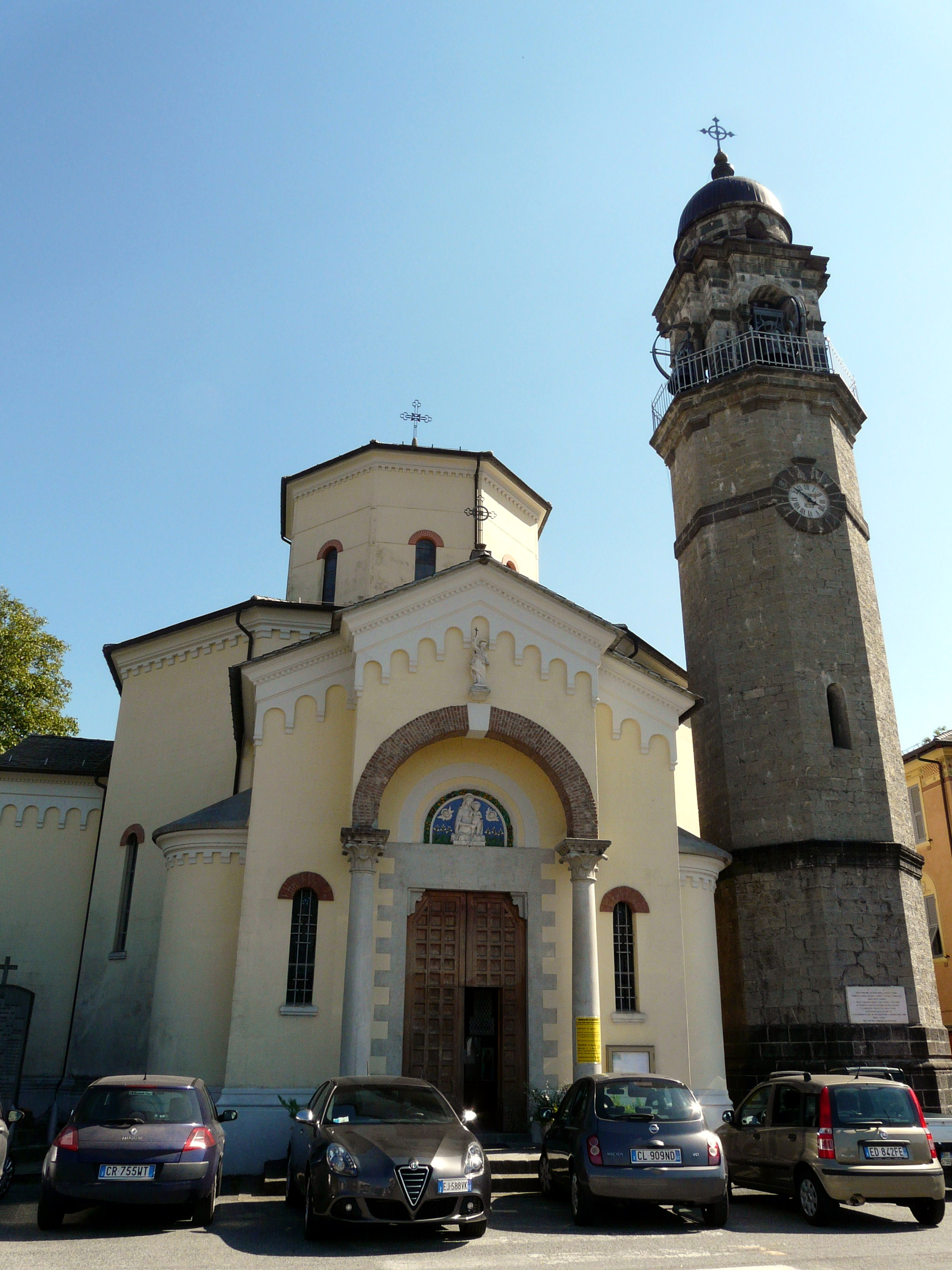
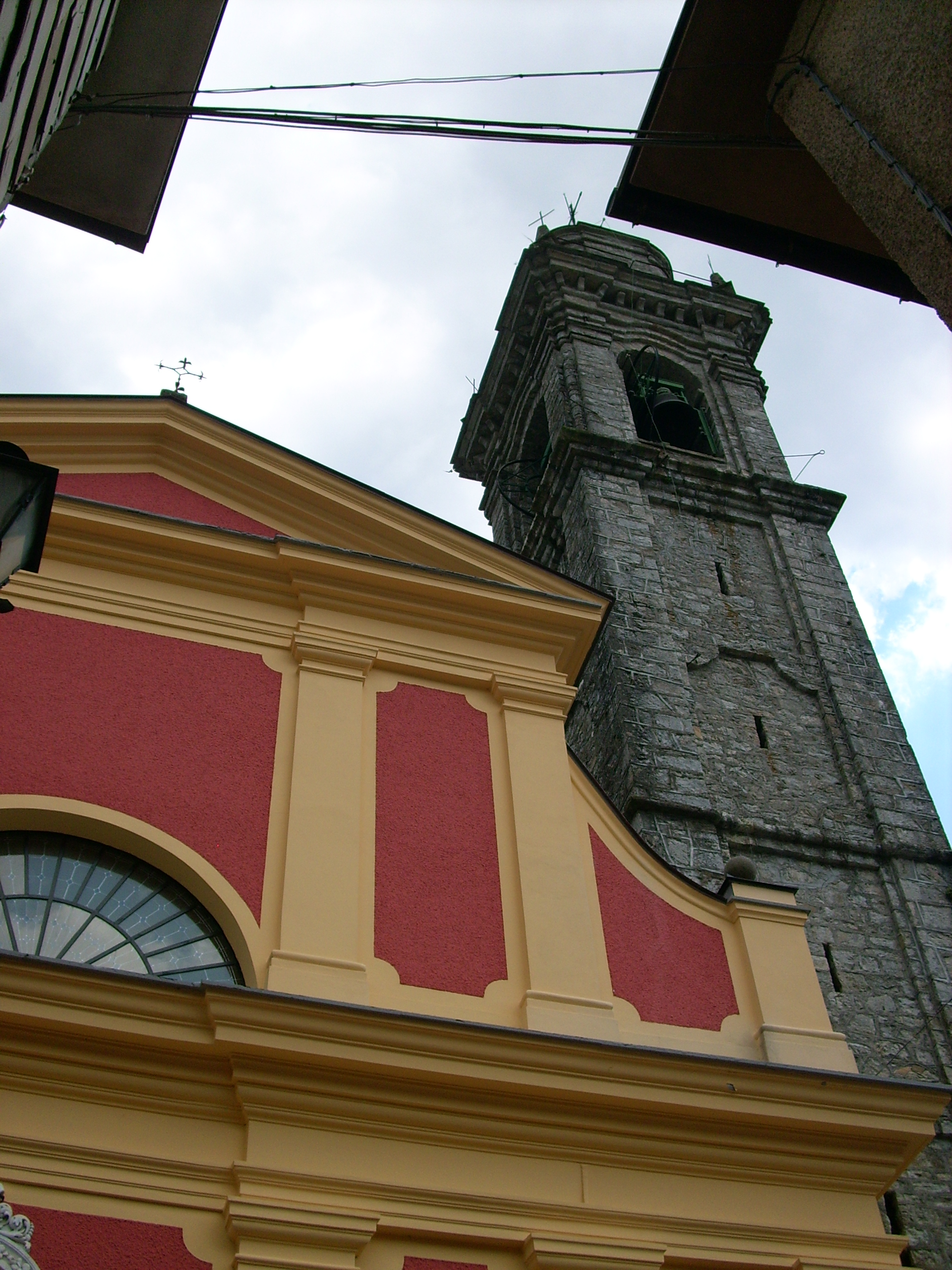
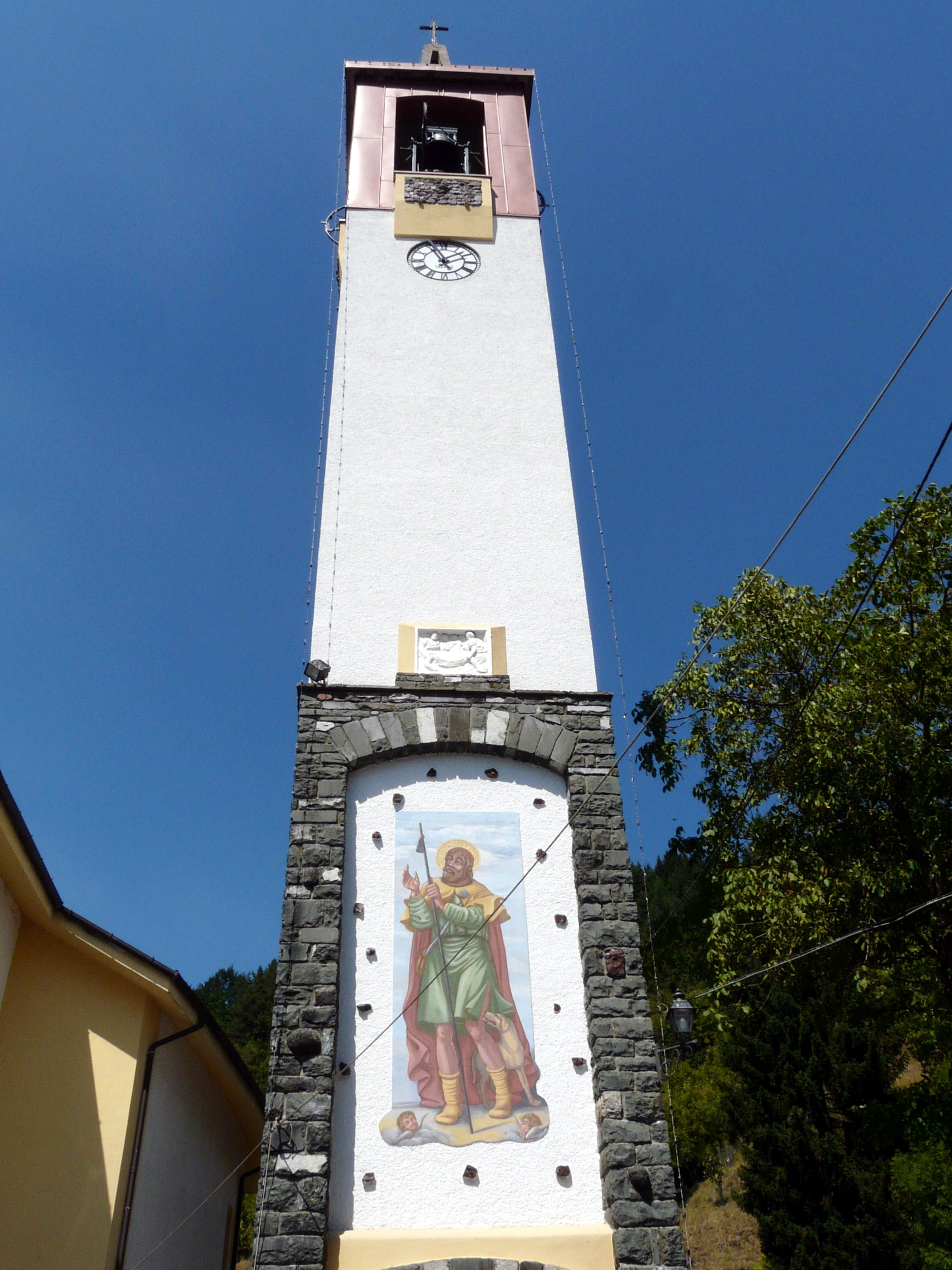
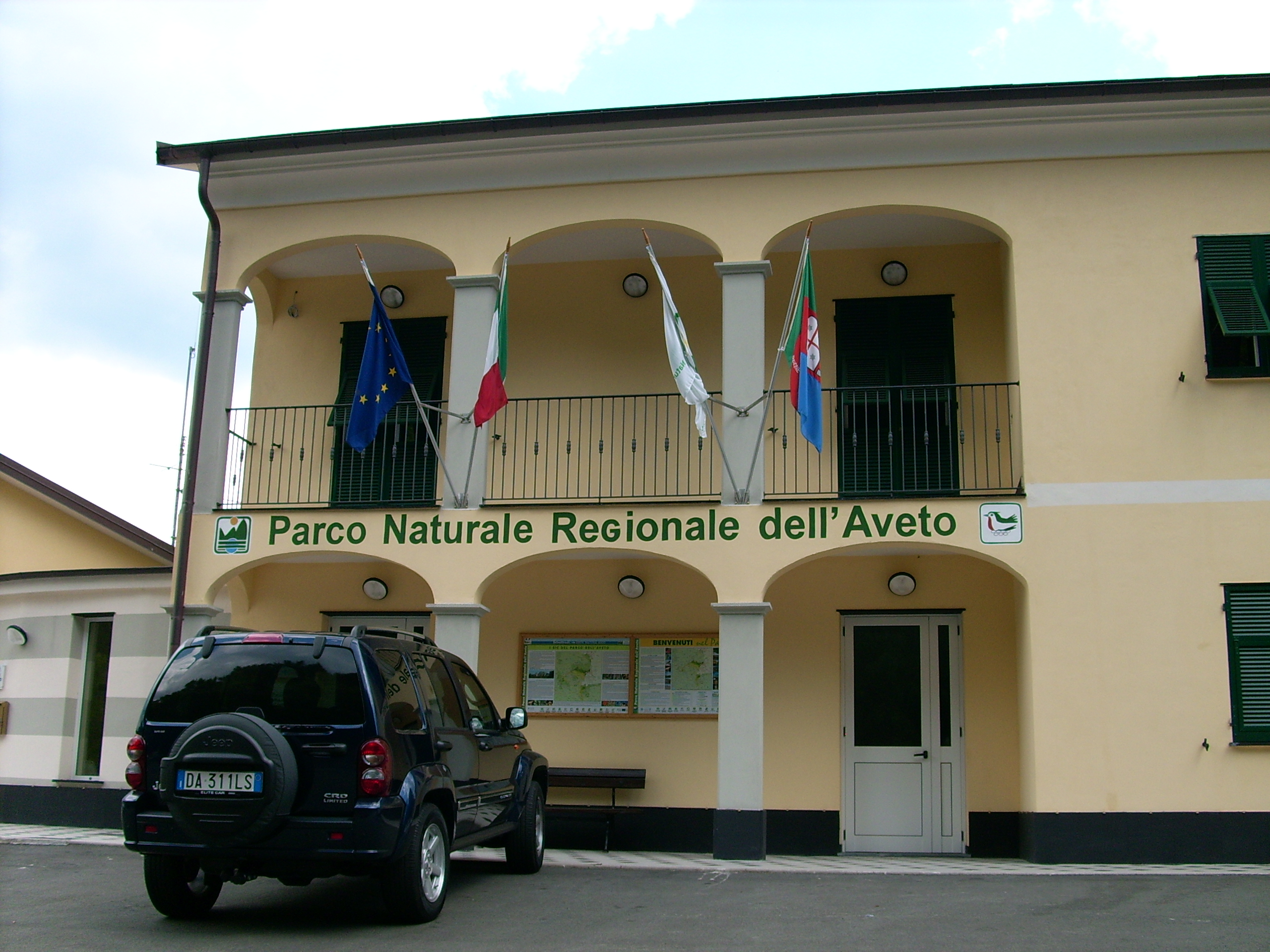